# 38821 Linchinghsia
38821 Linchinghsia este un asteroid din centura principală de asteroizi.

## Descriere
38821 Linchinghsia este un asteroid din centura principală de asteroizi. A fost descoperit pe 9 septembrie 2000 la Desert Beaver Observatory de William Kwong Yu Yeung. Asteroidul prezintă o orbită caracterizată de o semiaxă mare de 2,29 ua, o excentricitate de 0,16 și o înclinație de 3,0° în raport cu ecliptica.